# التاريخ الكنسي للكنيسة الكاثوليكية
يشير التاريخ الكنسي للكنيسة الكاثوليكية مؤسسةً إلى تاريخ الكنيسة الكاثوليكية، وقد كتب من منظور معين، من طريق نهج تقليدي لمثل هذا علم التاريخ. إن نقطة البداية المحددة عمومًا هي يوسابيوس القيصري، وعمله تاريخ الكنيسة (يوسابيوس). ورغم عدم وجود افتراض بأن المؤرخين المعاصرين الكنيسة الكاثوليكية الذين هم أيضًا كاثوليك يتبنون هذا المنظور، يعد «النهج التقليدي» فصلًا من فصول التاريخ، وتغلق فيما بعد، وينطبق على مجال محدد غير مركزي في التاريخ الأكاديمي للكنيسة الكاثوليكية، في القرنين العشرين والحادي والعشرين.

## منهج، وجهة نظر كاثوليكية تقليدية
حسب الموسوعة الكاثوليكية عام 1913، يعبر التاريخ الكنسي البحث العلمي والوصف المنهجي للتطور الزمني للكنيسة، وتعد مؤسسة أسسها يسوع المسيح، ويوجهها الروح القدس لخلاص البشرية. «يغطي» حياة الكنيسة بكل مظاهرها منذ بداية وجودها وحتى يومنا هذا وسط الانقسامات البشرية المختلفة التي وصلت إليها المسيحية حتى الآن. تظل الكنيسة نفسها بنحو أساسي على الرغم من التغييرات التي تمر بها في الوقت المناسب، وتغيرات تساعد على إظهار حياتها الداخلية والخارجية بالكامل.
لذلك فإن فروعها تشمل:
- تاريخ البعثات بالمعنى الواسع.
- تاريخ الحكم الكنسي، والبدع وخصومها، وعلاقات الكنيسة مع الجمعيات الدينية غير الكاثوليكية.
- تاريخ العقيدة، واللاهوت الكنسي، والعلوم الكنسية عمومًا.
- تاريخ الليتورجيا.
- تاريخ الفن الكنسي.
- تاريخ التسلسل الهرمي الكاثوليكي، والدستور (القانون الكنسي) للكنيسة.
- تاريخ الأوامر الدينية.
- تاريخ الانضباط، والحياة الدينية، التأثير الحضاري للمسيحية.

### طُرق
كان طلب المعالجة النقدية للمصادر، وعلم الكتابات القديمة، وعلم الوثائق، والنقد نصيًا، بصرف النظر عن ذلك، النهج ليس نهج شكوكية:
لا يستطيع المؤرخ الكنسي استبعاد في أي حال من الأحوال إمكانية وجود عوامل خارقة للطبيعة، أو عدم قدرة الله على التدخل في مجرى الطبيعة، وتعد استحالة المعجزات هو افتراض لم يثبت ولا يمكن إثباته، ويجعل التقدير الصحيح للحقائق في الواقع الموضوعي مستحيلًا. يظهر الاختلاف بين وجهة نظر المؤرخ المسيحي المؤمن، ولا يضع في اعتباره وجود الله فحسب بل يضع علاقات المخلوقات معه، ونظرًا إلى المؤرخ العقلاني والكافر، يرفض حتى إمكانية التدخل الإلهي في المسار القانون الطبيعي.
يعتمد على علم الغائية:
يرى المؤرخ المسيحي حقيقة أن مؤسس الكنيسة هو ابن الله، وقد أسس الكنيسة لتتواصل مع الجنس البشري بأسره، ومساعدة الروح القدس، وخلاصها بالمسيح. وجهة نظر المؤرخ المسيحي تقدر جميع الأحداث الخاصة وعلاقتها بهدف الكنيسة أو الغرض منها. من ناحية أخرى، المؤرخ غير المؤمن الذي يعترف بالقوى الطبيعية فقط، أصل المسيحية وزمن تطورها، ويرفض إمكانية تدخل خارق للطبيعة غير قادر على تقدير عمل الكنيسة بقدر عامل المخطط الإلهي.
إضافةً إلى اعتبار الكنيسة موضوعًا لها، تتمحور حول الكنيسة، يأخذ تعاليم الكنيسة وفقًا لتقديرها الخاص:
يصر المؤرخ الكاثوليكي على الطابع الفائق للطبيعة للكنيسة، ومذاهب، ومؤسسات، ومعايير حياة، وبقدر ما تستند إلى الوحي الإلهي، ونقر بإرشاد الكنيسة المستمر من الروح القدس. يعد بالنسبة إليها حقيقة موضوعية، وحقيقة مؤكدة، والأساس الوحيد للحقيقة، والبراغماتية العلمية الحقيقية للتاريخ الكنسي.

### عالمية
تخضع حقيقة حدوث انشقاق (دين) في التاريخ المسيحي لمطالبة عالمية الكنيسة الكاثوليكية، ولا تعامل كنيسةً واحدة من بين العديد من الكنائس:
لا يقر المؤرخ الكاثوليكي أن الأشكال المختلفة للديانة المسيحية يمكن أن تؤخذ، بالمعنى التقريبي، كل متصل، ولا يعدها واحدة وكلها محاولات غير كاملة لتكييف تعاليم ومؤسسات المسيح مع التغيير واحتياجات العصر، ولا خطوات تقدمية نحو مستقبل أعلى وحدة إذ يجب أن نسعى وحدنا إلى المثل الأعلى للمسيحية. يوجد وحي إلهي واحد أعطانا المسيح، تقليد أساسه كنسي واحد؛ يمكن أن تكون كنيسة واحدة فقط هي الكنيسة الحقيقية. أي توجد في الكنيسة الوحي المذكور في مجمله وتطورت مؤسساتها على أساس هذا الوحي وبتوجيه من الروح القدس. من ناحية أخرى، أخذ تأثير الكنائس خارج الكنيسة الكاثوليكية في الاعتبار في المناقشة.

## الفترة التقليدية

### الفترة الأولى
إن تأسيس الكنيسة وتطوير معايير ثابتة للحياة الكنيسة في الحدود الحضارية (كلمة كريكو جاءت من أصل لاتيني تعني اليونانية) والرومانية.

### الفترة الثانية
تعد الكنيسة قوة رئيسية في الدول الرومانية الجديدة، والألمانية، والدول السلافية في أوروبا، وانفصال مسيحية شرقية عن الوحدة الكنسية والإطاحة النهائية للإمبراطورية البيزنطية.

### الفترة الثالثة
انهيار الوحدة الدينية بين دول أوروبا الغربية، وإصلاح من الدخل الكنيسة الكاثوليكية البروتستانتية. توسع جغرافي هائل للكنيسة، والمبشرين في أمريكا الجنوبية، وجزء من أمريكا الشمالية والعديد من آسيا وأفريقيا.

### نقطة تحول
عد بعضهم حبرية غريغوري الأول في 590، أو عمومًا نهاية القرن السادس ومنتصف القرن السابع على أنها نهاية الفترة الأولى. تولى آخرون مجمع القسطنطينية الثالث في 680، أو المجمع الكنسي ترولان لعام 692، أو نهاية القرن السابع؛ أغلق آخرون مرة أخرى الفترة الأولى مع القديس سان بونيفاس، أو مع تحطيم الأيقونات، أو مع شارلمان. بالنسبة إلى الغرب، يُعد فرانز زافير كراوس بداية القرن السابع نهاية الفترة الأولى؛ للشرق، ونهاية القرن نفسه.
بنحو مماثل، طوال خط الانقسام بين الفترتين الثانية والثالثة توجد أحداث مزدحمة ذات أهمية كبيرة للحياة الكنسية: عصر النهضة وتأثيره في الحياة الفكرية جميعها، وفتح الأتراك للقسطنطينية، واكتشاف أمريكا الذي خلَّف مشكلات جديدة يجب على الكنيسة حلها، وظهور مارتن  لوثر وهرطقة البروتستانتية، تأثير مجمع ترينت الحاسم على تطور الحياة الداخلية للكنيسة. عد المؤرخون البروتستانت ظهور لوثر بداية الفترة الثالثة. أغلق عدد قليل من المؤلفين الكاثوليك (أي.جي. كراوس) الفترة الثانية مع منتصف القرن الخامس عشر.
ولا يتفق المؤلفون تمامًا على نقاط التحول التي سيجري إدراجها في الفترات الرئيسية. أثر اهتداء قسطنطين العظيم على حياة الكنيسة بعمق لدرجة أن عهد هذا الإمبراطور المسيحي الأول مقبول عمومًا، ويمثل علامة  تقسيم فرعي في الفترة الأولى. في الفترة الثانية، تحدد الشخصيات البارزة بصفة خاصة حدود التقسيمات الفرعية العديدة، أي.جي. شارلمان، وغريغوري السابع، وبونيفاس الثامن، رغم هذا يؤدي إلى التقليل من قيمة العوامل الهامة الأخرى، أي.جي. الانشقاق العظيم، الحملات الصليبية.
يفترض الكتاب الجدد، خطوطًا فاصلة أخرى تؤكد على القوى الفاعلة في حياة الكنيسة بدلًا من الشخصيات البارزة. تظهر الصعوبة نفسها في تقسيم الفترة الثالثة. يعد العديد من المؤرخين الثورة الفرنسية في نهاية القرن الثامن عشر حدثًا ذا أهمية كافية للمطالبة بعصر جديد، ويرى آخرون خطًا تاريخيًا مميزًا في صلح ويستفاليا (1648)، إذ انتهى بها تشكيل الأراضي البروتستانتية الكبرى.